# Idliragijenget
Na mitologia inuit Idliragijenget é o deus do oceano.